# Goldene Madonna

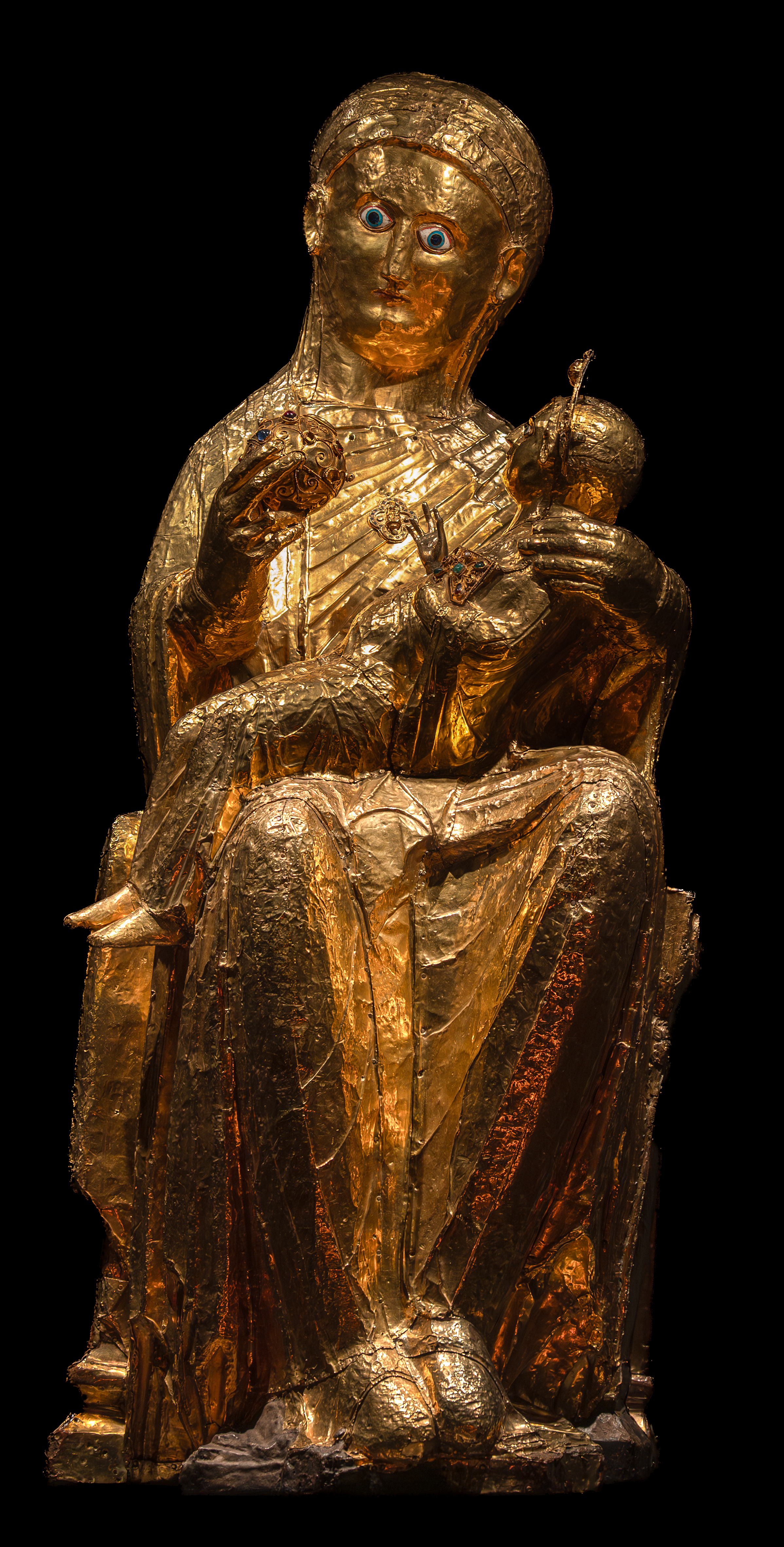
Die Goldene Madonna, um 980/990, Essener Domschatz

Die Goldene Madonna ist eine Marienfigur des Essener Domschatzes. Mit einer Entstehungszeit um 980/990 ist sie die älteste erhaltene vollplastische Marienfigur der abendländischen Kunst. Neben dem Kölner Gerokreuz ist sie eines der wenigen erhaltenen ottonischen Großkunstwerke. Heute ist die Marienfigur noch immer ein hochverehrtes Kultbild und eine Identifikationsfigur des Ruhrgebietes mit seiner Geschichte.
Der Name Goldene Madonna ist erst im 19. Jahrhundert aufgekommen. In den alten Manuskripten wie dem Essener Liber Ordinarius, einer um 1370 entstandenen Handschrift mit liturgischen Anweisungen für das Essener Damenstift, wurde sie als dat gulden bild onser vrouwen oder ymago aurea beatae Mariae Virginis bezeichnet. Das Schatzverzeichnis des Stiftes Essen von 1626 nennt Noch ein gross Marienbelt, sitzend uff einen sthuell mit lauteren golt uberzogen.

## Die Statue

### Entstehungszeit und Entstehungsort
Datiert wird die vergoldete Statue in die Zeit um 980. Damit entstand die Madonna in der Regierungszeit der Essener Äbtissin Mathilde (971–1011), die eine Enkelin Kaiser Ottos des Großen war. Unter Mathilde und ihren Nachfolgerinnen Sophia (1012–1039) und Theophanu (1039–1058), die alle dem ottonischen Königshaus angehörten, erlebte das der Heiligen Dreifaltigkeit, der Jungfrau Maria und den Heiligen Cosmas und Damian geweihte Stift Essen eine Blütezeit, aus der die wertvollsten Kunstwerke des Essener Domschatzes stammen. Entstehungsort und Künstler der Goldenen Madonna sind unbekannt; die Essener örtliche Überlieferung gibt Köln oder Hildesheim, wo eine wenig später entstandene, ebenfalls vergoldete Madonnenfigur erhalten ist, als mögliche Entstehungsorte an. Dabei ist Köln wahrscheinlicher. Hierfür sprechen stilistische Ähnlichkeiten der Ausführung des Faltenwurfes beim Gewand der Madonna mit dem Schurz des Korpus des auf 982 datierten Otto-Mathilden-Kreuzes, das sich ebenfalls im Essener Domschatz befindet. Dieser Korpus ist vom Typus des Kölner Gerokreuzes, so dass das Otto-Mathilden-Kreuz und damit indirekt die Madonna einer Kölner Goldschmiedewerkstatt zugeschrieben wurde. Aufgrund der zweifelsfreien Herkunft der Emails des Otto-Mathilden-Kreuzes aus der Trierer Egbert-Werkstatt wird die Kölner Herkunft des Kreuzes allerdings in Zweifel gezogen. Auch der Nimbus des Kindes und der bereits im 11. Jahrhundert entfernte Nimbus der Madonna selbst waren reich mit Goldemails besetzt, die teilweise an anderen Stücken des Essener Domschatzes als Spolien verwendet wurden. Diesen Emailtäfelchen fehlen zwar einige Charakteristika der Trierer Egbert-Werkstatt, eine zweite Emailwerkstatt im Reich ist jedoch nicht nachweisbar und aufgrund der schwer beherrschbaren Technik bei der Emailherstellung auch eher unwahrscheinlich. Der Kreis der möglichen Herstellungsorte der Madonna ist um Trier als wahrscheinlichen Herstellungsort der Emails und Essen, wo Äbtissin Mathilde als mutmaßliche Auftraggeberin die Kontrolle über die Herstellung hätte wahrnehmen können, erweitert worden.

### Beschreibung der Skulptur
Maria ist auf einem Schemel sitzend dargestellt, mit einem leicht übergroßen Christus, der rechtwinklig zu ihr auf ihrem Schoß sitzt. Sie ist bekleidet mit einer enganliegenden, langärmeligen Tunika und einem Mantel in Form einer „Palla“. Auf ihrem Kopf trägt sie einen Schleier, dessen Enden vom Mantel bedeckt sind. Ihre rechte Hand hält mit Daumen und zwei Fingern eine Kugel empor. Das Kind, das sie mit der linken Hand stützt, trägt priesterliche Gewandung und einen Kreuznimbus, der bereits im Mittelalter mit einer vergoldeten Silberplatte hinterlegt wurde. Mit der linken Hand presst es ein Buch auf die Brust.
Die Statue der Goldenen Madonna ist 74 cm hoch, der Sockel 27 cm breit. Der Kern der Statue ist aus einem einzigen, noch feuchten Stück Holz geschnitzt, bei dem es sich nach den Erkenntnissen der jüngsten Restauratoren um Pappelholz handelt. Der Kunsthistoriker Georg Humann, der die Statue 1904 ausführlich beschrieb, hatte für den Holzkern Birnbaum- oder Pflaumenholz angenommen; der Goldschmied Classen, der sie 1950 restaurierte, beschrieb ihn noch als Lindenholz. Unter dem Sitz der Madonna befindet sich eine mit einem Holzgitter verschlossene, leere Aushöhlung, die möglicherweise zeitweise Reliquien barg. Der goldene Glanz der Figur kommt von den ausgewalzten Goldblechen, mit denen der Holzkern beschlagen ist. Die einzelnen Goldplatten sind lediglich einen Viertelmillimeter dünn. An ihren Kanten sind sie mit dünnen Goldstiften und Nägeln am Kern befestigt. Die Größe der Platten variiert, da der Künstler sie in Größe und Form an die Figur anpasste, so sind die Gesichter Marias und des Kindes jeweils aus einer einzigen Platte getrieben. Die farbigen Augen der Madonna und des Kindes sind im Zellschmelzverfahren entstanden, wobei die Augen der Madonna in beim Schnitzen des Holzkerns vorbereitete Höhlen eingesetzt und die des Kindes auf den Holzkern aufgelegt sind. Die rechte Hand des Kindes ist nachträglich im 14. Jahrhundert aus Silberguss ergänzt, die ursprüngliche rechte Hand ist verloren. An der Kugel, die die Madonna in der rechten Hand hält, dem hinteren rechten Bein des Schemels, an dem vom Kind gehaltenen Buch und am Nimbus des Kindes sind Reste des originalen Schmucks des 10. Jahrhunderts erhalten, der aus Filigran, Edelsteinen und Emaille bestand. Der Schemel wurde vermutlich bereits früh seines Schmucks beraubt, angenommen wird, dass die Transenemails am Kreuzstamm des um 1045 datierten Theophanu-Kreuzes vom Schemel der Madonna stammen könnten. Die Adleragraffe des Gewandes ist eine nachträgliche Zutat des frühen 13. Jahrhunderts. Der Fürspan darunter mit einer sitzenden Muttergottes weist gotische Formen auf, er wird auf das 14. Jahrhundert datiert.

### Restaurierungsgeschichte und Zustand
1905 wurde die Statue erstmals restauriert, da sie von Holzparasiten befallen war. Die Figur war von Fressgängen vollständig durchzogen und drohte zusammenzufallen, da die Metallverkleidung ohne den Holzkern nicht standfähig ist. Um sie zu konservieren, wurde die Figur vorsichtig in einen Gipsmantel eingehüllt, danach wurde die Figur mit Druckluft ausgeblasen. Durch die von den Schädlingen gebohrten Gänge wurde anschließend Imprägnierungsmittel geleitet. Nach deren Trocknung wurde ein Gemisch aus Leim, Kreide und Wasser eingesetzt, um die von Holzwurm und Holzbock gebohrten Gänge zu verfüllen. Bei der gesamten Prozedur wurde die Figur mehrfach gedreht und gewendet, um möglichst alle Hohlräume zu füllen. Zuletzt wurden die für die Einleitung der Masse gebohrten Kanäle mit Keilen aus Eichenholz verschlossen und die vorher abgenommenen Goldplatten wieder befestigt. Die Kosten der damaligen Renovierung betrugen 3.200 Goldmark, an denen sich der Staat Preußen beteiligte.
Durch Transporte während und nach dem Zweiten Weltkrieg hatte die Madonna gelitten; viele Goldbleche waren lose, auch wurde erneuter Schädlingsbefall festgestellt. 1950 wurde daher durch den Essener Goldschmied Classen eine zweite Restaurierung vorgenommen. Dieser leitete zunächst schädlingsvernichtendes Gas durch die Figur. Anschließend füllte er die Schädlingsgänge mit „flüssigem Holz“, einer damals für Holzrestaurierung üblichen Plastikmasse. Bei dieser Restauration wurde unter den Füßen des Thrones eine rechteckige Holzplatte angebracht.
Die beiden Restaurierungen waren zwar auf dem damaligen Stand der Technik, allerdings nicht optimal. Man wusste weder, wie sich die Füllmasse von 1905 oder das „flüssige Holz“ genau zusammensetzten, noch, ob diese Mittel miteinander reagierten. Auch war unbekannt, ob noch Hohlräume in der Figur verblieben waren. Deshalb erfolgte 2004 die dritte Restaurierung, für deren Durchführung eigens eine Restaurierungswerkstatt in der Domschatzkammer eingerichtet wurde, um die fragile Figur keiner längeren Transportstrecke aussetzen zu müssen.
Zunächst wurde eine gründliche Untersuchung vorgenommen, bei der der Zustand umfassend dokumentiert wurde. Unter anderem wurden Röntgenuntersuchungen des Sockels vorgenommen, der Hohlraum unter dem Thronsitz der Madonna mittels Endoskopie untersucht, Proben des Holzes untersucht, die Reste der vorgefundenen Schädlinge bestimmt und der Belag aus Schmutz und Kerzenruß, der sich auf der Oberfläche der Figur gebildet hatte, wie auch Proben aus dem Inneren chemisch analysiert. Bei den Untersuchungen wurden keine lebenden Schädlinge festgestellt, jedoch insbesondere der Thron wies viele hohle Stellen auf. Die Goldblechverkleidung ist zu über 95 Prozent noch mittelalterlich, wobei am Thron der Beschlag vermutlich im 11. Jahrhundert durch minderwertigeres Material ersetzt wurde. Alle Befestigungsnägel sind neuzeitlich und entstammen den Restaurierungen von 1904 und 1950 sowie Reparaturen. Empfohlen wurde, die Figur möglichst nicht mehr zu bewegen und sie in konstantem Klima und erschütterungsfrei aufzubewahren.
Im Anschluss an die Untersuchungen wurde das Holz an Thron und Sessel durch die Kölner Holzrestauratorinnen Ria Röthinger und Michaela von Welck gefestigt. Der Silberschmied Peter Bolg befreite die Kupfer- und Goldbleche von dem Belag und polierte die im 14. Jahrhundert aus Silber ergänzte rechte Hand des Kindes, die über die Jahrhunderte schwarz sulfidiert war, wieder auf Glanz. Die Konservierung der Figur, die von einer Kommission von Kunsthistorikern, Denkmalpflegern und Restauratoren unter Leitung der Leiterin der Domschatzkammer Birgitta Falk begleitet wurde, dauerte 10 Monate und wurde durch Spenden der Essener Bevölkerung, Essener Firmen, den Münsterbauverein sowie öffentliche Mittel gefördert. Im Dezember 2004 konnte die Goldene Madonna an ihren Platz im Essener Dom zurückgebracht werden, eine Nachuntersuchung zur Restaurierung erfolgte am 10. und 11. Juli 2006. Der ausführliche Restaurierungsbericht ist bisher noch nicht publiziert worden.

## Geschichte

### Erwähnungen im Mittelalter

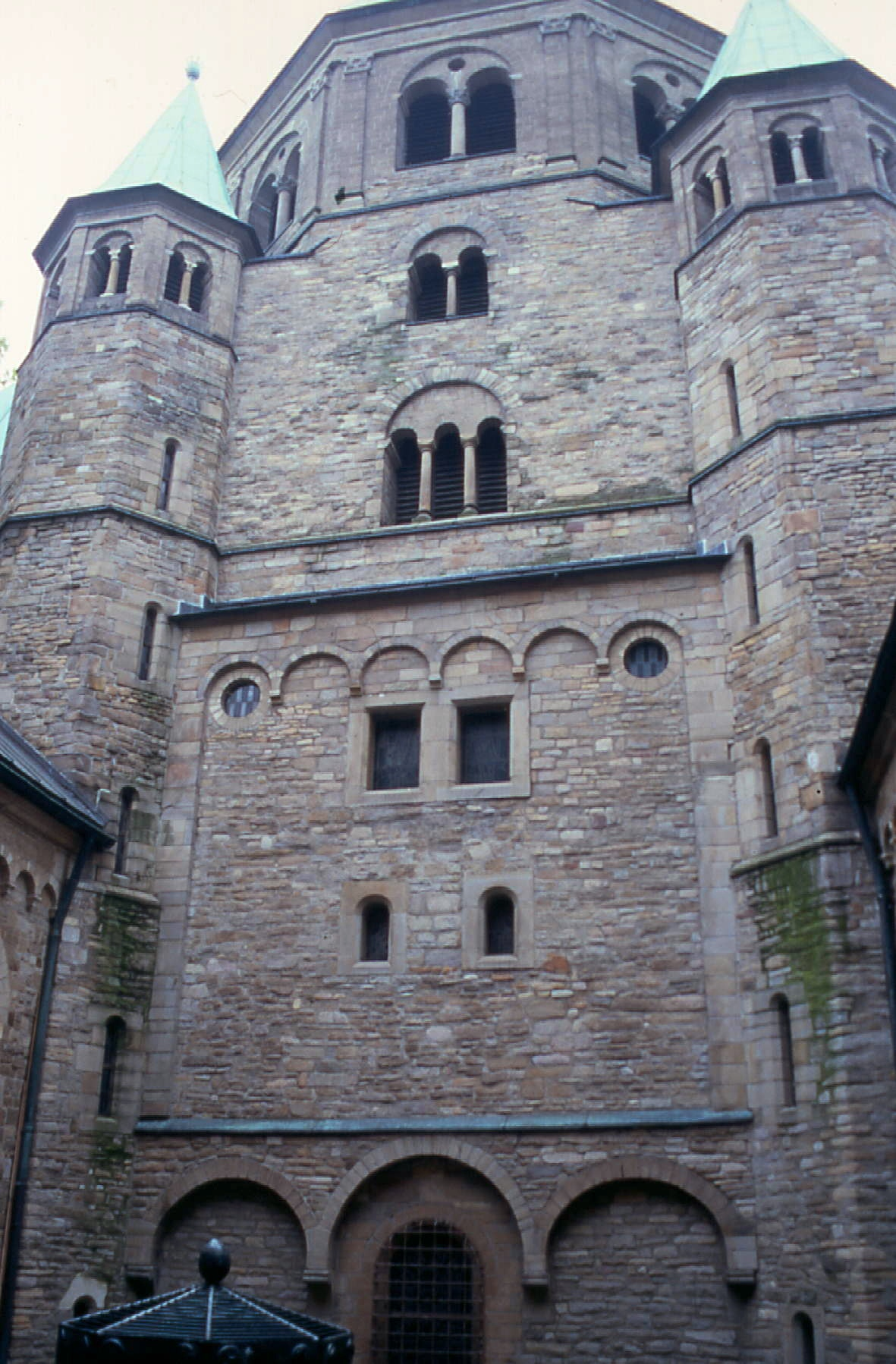
Westwerk des Essener Münsters, Aufbewahrungsort der Goldenen Madonna

Wer die Goldene Figur dem Essener Stift übereignete, ist nicht bekannt, da die Figur keinen diesbezüglichen Vermerk trägt und auch keine Urkunde über eine Stiftung erhalten ist. Aufgrund dessen, dass Äbtissin Theophanu Emaillearbeiten vom Nimbus der Madonna am Theophanu-Kreuz und dem Kreuznagelreliquiar als Spolien verwendete, war die Figur mit Sicherheit bereits im 11. Jahrhundert in Essen. Seitdem hat die Figur die Stadt nur in Kriegs- und Krisenzeiten verlassen, wobei die Quellenlage, wie eigentlich die gesamte Forschung, zu diesem bedeutenden Kunstwerk eher dünn ist. Die bei der ersten Erwähnung der Figur im Liber Ordinarius (um 1370) geschilderten Prozessionen sind zu dem Zeitpunkt bereits eine alljährlich gepflegte Tradition mit präzise festgelegter Liturgie. Offenbar hatte weder der Streit zwischen dem Erzbistum Köln und den Herren von Isenberg über die Vogtei über das Stift Essen, die 1225 in der Ermordung des Kölner Erzbischofs Engelbert von Berg durch Friedrich von Isenberg ihren Höhepunkt fand, noch der Jahrhunderte dauernde Streit zwischen Stift und Stadt Essen, ob die Stadt dem Stift untertänig oder freie Reichsstadt sei, Einfluss auf Besitz und Verbleib der Madonna. Auf dem Essener Stadtsiegel von 1244 ist die Madonna zwischen den Heiligen Cosmas und Damian abgebildet. Aufgrund der schwachen Quellenlage ist nicht einmal gesichert, wo das Stift Essen die Goldene Madonna aufbewahrte. Da zu den Lichtmessprozessionen der Kanoniker die Figur aus der Hand der Schatzmeisterin erhielt, wird angenommen, dass die Figur nur für Prozessionen verwendet und die übrige Zeit an anderer Stelle verwahrt wurde. Als Aufbewahrungsorte werden das festungsartige Westwerk der Stiftskirche oder ein Anbau neben dem rechten Seitenschiff, das armarium dictum sychter, an der Stelle der heutigen Schatzkammer diskutiert. Beide Orte waren nach den baulichen Befunden mittelalterliche Schatzkammern.

### Evakuierungen in der Neuzeit
Erst der Dreißigjährige Krieg erforderte eine erste Evakuierung der Madonna aus der Stadt. 1622 flüchtete man den Domschatz nach Düsseldorf, brachte ihn aber wohl bald zurück. 1634 brachte die Essener Äbtissin Maria Clara von Spaur sich und den Domschatz nach Köln in Sicherheit, wo sie bis zum Ende des Dreißigjährigen Krieges blieben. Die Madonna und der verlorene Marsus-Schrein des Domschatzes wurden während dieser Zeit bei den Kölner Prozessionen mitgeführt. Dabei überstrahlten sie, wie zeitgenössische Berichte feststellten, die Kölner Schätze mit ihrer Pracht. Das genaue Jahr der Rückkehr der Schätze aus Köln ist nicht verzeichnet.
1794, als die Franzosen auf Essen vorrückten, wurde die Madonna erneut in Sicherheit gebracht, diesmal nach Steele in das von der Fürstäbtissin Christine gestiftete Waisenhaus. Mit der Säkularisation 1803 blieb die Madonna in Essen. Statt des aufgelösten Frauenstiftes wurde nun die katholische Pfarrgemeinde St. Johannes, die die Stiftskirche als Pfarrkirche nutzte, Eigentümerin der Madonna. Im folgenden Jahrhundert blieb die Madonna in der Schatzkammer, nur gelegentlich von Kunsthistorikern besucht. 1905 erfolgte, nachdem Humann 1904 Schäden festgestellt hatte, eine erste Restaurierung, ohne die die Figur die zahlreichen Reisen des Jahrhunderts vermutlich nicht überstanden hätte.

### Ereignisse im 20. Jahrhundert
Während des Ersten Weltkrieges blieb die Figur in Essen, die Furcht vor einer drohenden kommunistischen Revolution bewog die Leitung der St.-Johannes-Gemeinde im Sommer 1920 jedoch, den Domschatz einschließlich der Madonna in Sicherheit zu bringen. Dabei wollte man aus Sicherheitsgründen selbst das Versteck nicht kennen. Ein Aachener Goldschmied und Restaurator beschaffte als Mittelsmann ein Versteck in einem anderen deutschen Bistum, dessen Bischof zwar von der Versteckaktion, nicht aber über das Versteck selbst informiert wurde, das außer dem Mittelsmann und dem Hüter des Verstecks niemand kannte. Eine Urkunde, die das Versteck für den Fall nannte, dass die Verstecker den Tod fanden, wurde zur Absicherung in einem niederländischen Bistum hinterlegt. Die Geheimhaltung funktionierte so gut, dass bis heute nicht genau bekannt ist, wo exakt das Versteck war, in das die Vertrauensperson den in schäbige Koffer und Pappkartons verpackten Domschatz brachte, da die in den Niederlanden hinterlegte Urkunde nach Rückkehr des Domschatzes vernichtet wurde. Bekannt ist lediglich, dass sich das Versteck im Bistum Hildesheim befand. Ähnlich konspirativ wie die Verbringung wurde die Rückkehr der Madonna und des Domschatzes organisiert. Als der Kirchengemeinde Ende 1924 die Situation sicher genug erschien, fuhr die Vertrauensperson mit ihrem Sohn im Sommer 1925 nach Hildesheim, nahm den Schatz in Empfang und fuhr mit den in unscheinbare Verpackungen gehüllten Schätzen mit der Reichsbahn als Reisende 4. Klasse, also als Reisende mit Traglasten, nach Essen zurück.
Im Zweiten Weltkrieg wurde die Goldene Madonna mit dem Rest des Domschatzes zunächst nach Warstein und dann auf die Albrechtsburg in Meißen evakuiert. Von dort wurde sie in einen Luftschutzbunker nach Siegen gebracht, in dem auch der Kölner Domschatz mit dem Gerokreuz, der Siegburger Kirchenschatz mit dem Annoschrein, dem Schatz der Xantener Stiftskirche und die Kirchenschätze aus Elten und Vreden versteckt waren. Dort wurde sie bei Kriegsende von amerikanischen Truppen gefunden, die sie in das Landesmuseum nach Marburg brachten. Von dort gelangte sie in das Kunstdepot Schloss Dyck bei Rheydt, aus dem mehrere Ausstellungen wie 1947 in der Kölner Universität, aber auch im benachbarten Ausland bestückt wurden. Von April bis Juni 1949 war die Madonna das Glanzstück einer Ausstellung in Brüssel, die danach bis Oktober noch in Amsterdam gezeigt wurde. Danach kehrte die Skulptur nach Essen zurück, zunächst, bis die kriegszerstörte Schatzkammer der Stiftskirche wieder aufgebaut war, in einen Tresor der Stadtsparkasse. Seitdem hat sie die Stadt nicht mehr verlassen.

## Kunstgeschichtliche Einordnung und Ikonographie

### Vermutete Einflüsse
Die Goldene Madonna ist die älteste vollplastische Skulptur nördlich der Alpen und die älteste erhaltene Marienfigur. Zudem ist sie durch ihre Vergoldung eines der wenigen erhaltenen Exemplare goldbeschlagener Kultfiguren, die im frühen Mittelalter häufiger erwähnt sind, von denen sie aber mit Ausnahme einer Hl. Fides im Schatz der Abtei von Conques in Südfrankreich, die älteste erhaltene ist. Die Ausführung als Vollplastik wie auch die Verwendung von Zellenschmelz deutet auf byzantinischen Einfluss hin, der sich im Heiligen Römischen Reich erst nach der Heirat Kaiser Ottos II. mit der byzantinischen Prinzessin Theophanu im Jahr 972 bemerkbar machte. Gleichzeitig ist der Figur anzusehen, dass der Bildhauer gewohnt war, Reliefs zu erschaffen, aber mit der Gestaltung einer Vollplastik noch ungeübt war, da die Übergänge zwischen Front-, Seiten- und Rückansicht teilweise unvollkommen sind. Die verschiedenen Ansichten fügen sich nicht zu einer echten Einheit zusammen.

### Religiöser und politischer Symbolgehalt

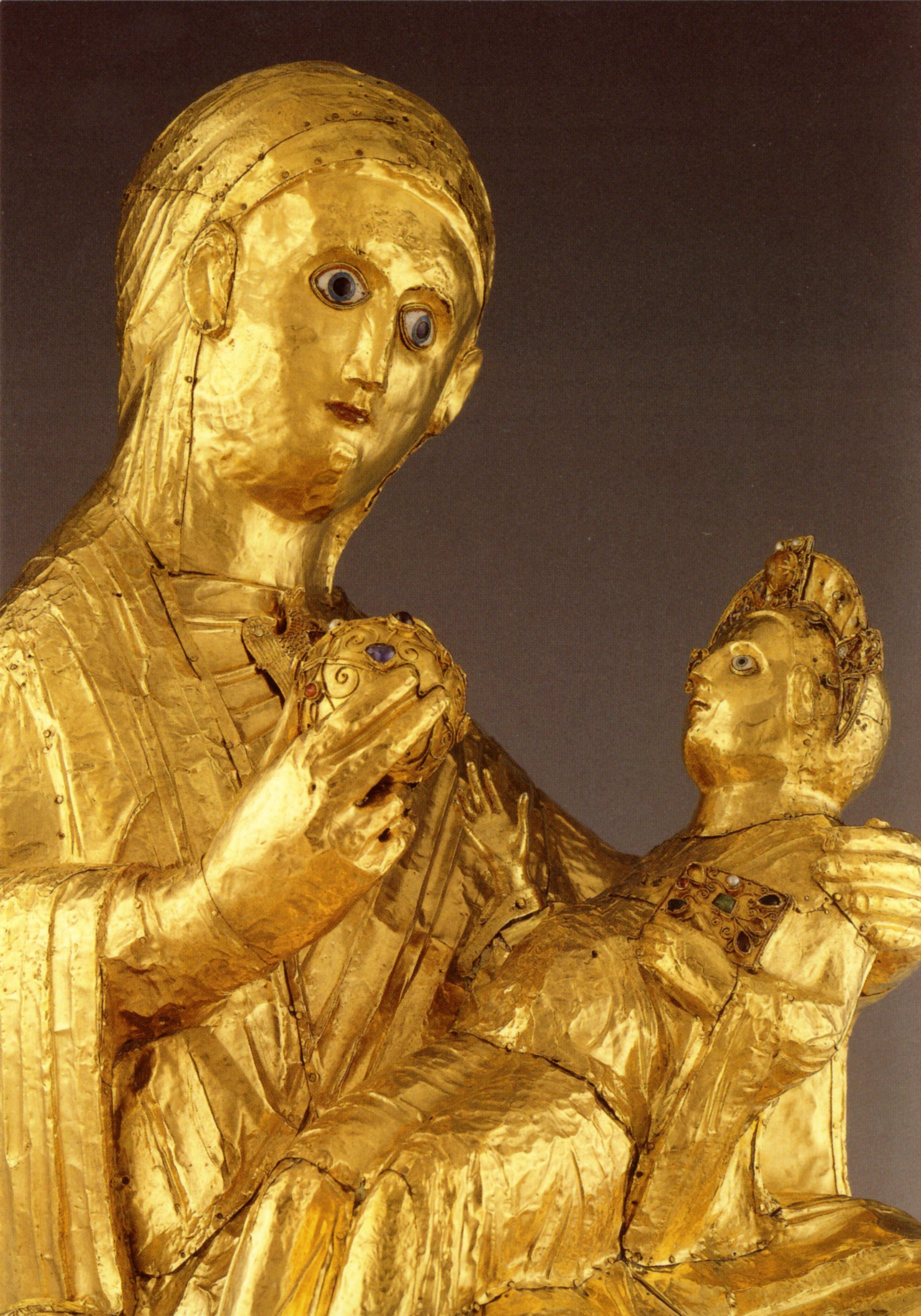
Goldene Madonna, Detail

Die Ikonographie der Madonna ist wie bei vielen mittelalterlichen Kunstwerken sehr komplex.
Dargestellt ist Maria mit dem kindlichen Jesus auf dem Schoß, sitzend auf einem Schemel und mit einem eher schlichten Gewand. Die Figur des Kindes ist übergroß dargestellt. Diese Übergröße spiegelt die Bedeutung des Erlösers wider. Maria, theologisch zwar eine wichtige Heilige, tritt ihm gegenüber aber zurück. Die Figur stellt Maria in einer dienenden Rolle dar, angelehnt an Lukas 1, 38: Siehe, ich bin des Herren Magd. Zugleich ist sie dargestellt als Thron göttlicher Weisheit; diese Darstellung gründet sich auf 1 Kön 10, 18, wo es vom Thron Salomos heißt: Und der König machte einen großen Thron von Elfenbein und überzog ihn mit dem edelsten Gold. Durch die halb sitzende Haltung des Kindes wie auch durch dessen Bekleidung mit priesterlichem Ornat ist es als thronender Herrscher des Himmels gekennzeichnet, der die christliche Lehre verkündet. Als Verkünder der Lehre hält die Jesusfigur ein Buch. Es ist anzunehmen, dass die ursprüngliche rechte Hand eine segnende Geste machte, wie sie typisch für die Darstellung Jesu als Lehrer göttlicher Weisheit war.
Auffällig ist indes, dass die Figur des Jesuskindes ihren Blick nicht dem Betrachter der Statue zuwendet. Sein Blick ist vielmehr auf das Gesicht der Madonna gerichtet, deren Augen stets auf den Betrachter gerichtet zu sein scheinen. Maria ist also nicht nur in ihrer dienenden Rolle dargestellt, sie ist auch die Mittlerin zwischen dem Betrachter und dem Bringer der Heilslehre.
Gleichzeitig tritt sie dem Betrachter noch in einer anderen Rolle entgegen, denn sie hält mit ihrer rechten Hand eine wertvoll verzierte Kugel. Für diese Kugel gibt es mehrere Deutungsmöglichkeiten, die einander nicht ausschließen. Aufgrund ihrer thronenden Haltung ist man versucht, die Kugel als Reichsapfel zu deuten; die Übergabe eines Reichsapfels ist jedoch erst für die Krönung Konrads II. 1024 bezeugt. Die Deutung als Reichsapfel scheidet daher aus; zudem wird der Reichsapfel in den üblichen Darstellungen vom Träger fest, mit der ganzen Hand gehalten, nicht leicht mit nur drei Fingern.
Verbreitet ist daher die Deutung der Kugel als Apfel des Heils. In gleicher Weise, wie Eva den Apfel des Unheils vom Baum der Erkenntnis hielt, hält Maria dem Betrachter einen Apfel entgegen, der die Erlösung symbolisiert, die sie durch die Geburt Christi in die Welt gebracht hat. Die Goldene Madonna ist daher eine Darstellung der neuen Eva.
Eine weitere Deutung der Kugel knüpft an die Deutung des Reichsapfels an. Bei der Krönung der römisch-deutschen Kaiser symbolisierte der Reichsapfel die Macht über den Kreis der Welt, den Mundus. Auch wenn der Reichsapfel später eingeführt wurde, war die Darstellung des Mundus als Kugel zur Entstehungszeit der Madonna bereits bekannt; Darstellungen von Königen mit diesem Machtsymbol finden sich insbesondere in karolingischer und ottonischer Buchmalerei. Die von der Goldenen Madonna gehaltene Kugel kann daher als Darstellung des Mundus gedeutet werden. Maria hält die Macht über den Erdkreis in ihrer Hand, und diese Macht hält sie leicht mit ihren schlanken Fingern für denjenigen, dem sie eigentlich zusteht, nämlich dem Kind auf ihrem Schoß.
Eine Mutter, die die Macht über den Erdkreis für ihren kindlichen Sohn hält, erscheint aus heutiger Sicht als harmlose Aussage, zur Entstehungszeit der Madonna könnte dies anders gewesen sein. 983 war Kaiser Otto II., der Onkel Mathildes II., der damaligen Äbtissin in Essen, in Rom verstorben, und hatte als Erbe lediglich seinen dreijährigen Sohn, den späteren Kaiser Otto III. hinterlassen. Für Otto III. hatte, obwohl die Ausübung einer solchen Macht durch eine Frau zu der Zeit eher ungewöhnlich war, dessen Mutter Theophanu die Regentschaft ausgeübt. Dieses Recht und den Anspruch Ottos III. hatte zunächst Heinrich der Zänker als nächster männlicher Verwandter Ottos II. für sich beansprucht, gegen den sich Theophanu mit Hilfe der Kirche durchsetzte. Die Goldene Madonna kann daher auch als Ausdruck des Anspruchs Theophanus interpretiert werden, als durch Gottes Gnade erhobene Herrscherin den Anspruch Ottos III. auf das Kaisertum aufrechtzuerhalten. Deshalb spricht einiges dafür, Kaiserin Theophanu als Stifterin der Madonna anzunehmen. Mathilde II. von Essen dürfte in den Auseinandersetzungen mit dem Zänker auf Theophanus Seite gestanden haben, da sie als Erbin ihres Bruders Ottos von Schwaben, der nach des Zänkers Revolte 976 dessen Herzogtum Bayern erhalten hatte, nicht in dessen Gunst gestanden hätte. Die Ehren, die Otto III. dem Essener Stift durch die Stiftung des Marsusschreines und Schenkungen von Gütern erwies, bestätigen dies. Es ist daher naheliegend, wenn auch nicht bewiesen, dass die Goldene Madonna zum Dank für die politische Unterstützung Theophanus nach Essen gelangte.

### Einflüsse
Die Goldene Madonna wurde selbst zum Vorbild weiterer goldbeschlagener Kultfiguren. Die große goldene Madonna des Hildesheimer Domschatzes entstand vermutlich wenig später unter Bischof Bernward. Das Benna-Kreuz entstand um 1000, das um 1060 entstandene Helmstedter Kreuz, dessen Feuervergoldung unter der korrodierten Oberfläche erhalten ist, war eine der letzten goldenen Großskulpturen. Etwa gleichzeitig mit dem Helmstädter Kreuz entstanden mit der thronenden Muttergottes des Frankfurter Liebieghauses und der Paderborner Imad-Madonna Skulpturen, die vom Typ der Goldenen Madonna entsprachen, aber bereits ursprünglich farbig gefasst waren, wobei die Imad-Madonna, die kurz nach ihrer Entstehung bei einem Brand beschädigt worden war, um 1060 doch noch eine inzwischen verlorene Goldumhüllung bekam.

## Liturgische Bedeutung

### Historische Verehrung

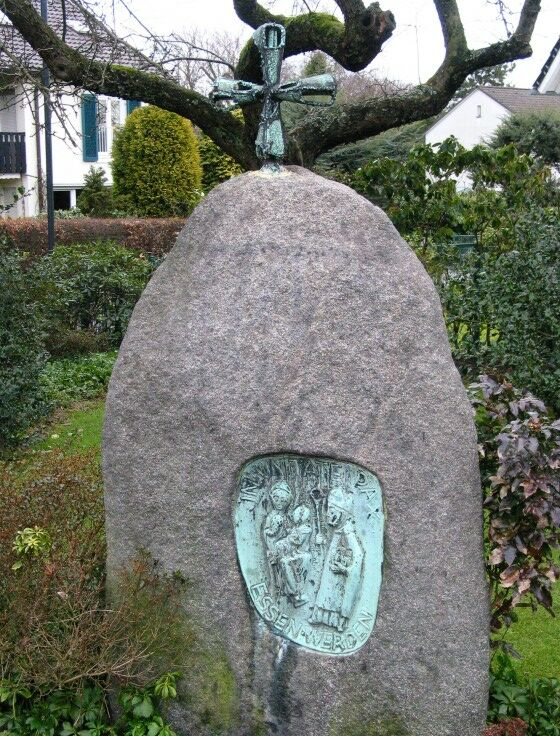
Gedenkstein am Markuspfad in Essen-Bredeney mit Abbildung der Madonna stellvertretend für das Stift Essen

Die Goldene Madonna nahm in der Liturgie des Essener Stiftes eine wichtige Rolle ein. Sie wurde bei allen wichtigen Prozessionen mitgeführt, zudem war der Altar der Madonna der Platz, an dem Schenkungsurkunden zugunsten des Stiftes niedergelegt wurden, so dass die geschenkten Güter symbolisch in die Obhut Marias gestellt wurden. Hierbei ist allerdings unklar, ob die Altarfigur die heute als Goldene Madonna bezeichnete Figur war, da in den erhaltenen Inventaren des Stiftes noch zwei weitere Marienfiguren aufgeführt sind.
Die wichtigste Festlichkeit im Essener Marienkult war das Fest Maria Lichtmeß, mit dem 40 Tage nach Weihnachten der Tag gefeiert wird, an dem Maria den neugeborenen Jesus in den Tempel brachte. Zur Vorbereitung des Festes wurde die Figur von der Hüterin der Schatzkammer am Vorabend dem jüngsten Kanoniker übergeben. Der brachte sie unter dem Mantel verborgen auf einem festgelegten Weg in die heute in Essen als Marktkirche bezeichneten St. Gertrudis-Kirche, die Stadt- und Bürgerkirche war. Dort wurde sie über Nacht aufbewahrt. Am Tag des Festes wurde dann die Statue verhüllt über einen festgelegten Prozessionsweg vor die Stiftskirche gebracht. Auf dem „steyn“, an dem sonst die Abgaben an das Stift entrichtet wurden, wurde sie niedergesetzt. Dort wurde sie festlich enthüllt und mit der im Domschatz erhaltenen goldenen Krone gekrönt, bei der es sich möglicherweise um die Kinderkrone Kaiser Otto III. handelt. Anschließend hielt die Madonna unter dem Geleit der Bevölkerung Einzug in die Stiftskirche, wie Maria beim Tempelgang von der Bevölkerung des himmlischen Jerusalems begleitet worden war. Diese Prozessionen wurden bis 1561 durchgeführt und dann eingestellt, da aufgrund der Reformation, die in der Stadt Essen eingeführt worden war, St. Gertrudis protestantische Kirche geworden war.

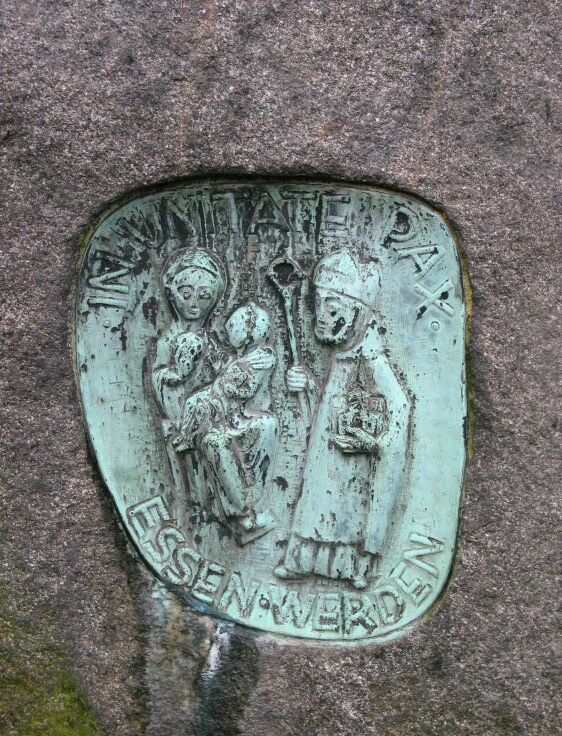
Detail des Gedenksteins

Eine andere wichtige Prozession, bei der die Madonna mitgeführt wurde, fand jährlich am Montag vor Christi Himmelfahrt statt, das 40 Tage nach Ostern gefeiert wird. An diesem Tag wurde die Madonna von den Stiftsdamen zu den jährlichen förmlichen Treffen zwischen den Stiftsdamen, Kanonikern und Scholaren des Stifts Essen und dessen Tochtergründung, dem möglicherweise von der Essener Äbtissin Mathilde II. gegründeten Stift in Essen-Rellinghausen, mit den Mönchen der Abtei im benachbarten Werden mitgebracht. An diese jährlichen Treffen erinnert noch heute ein Gedenkstein am Markuspfad in Essen-Bredeney, wo der Treffpunkt der Essener und Werdener Prozessionen, eine Kapelle des Hl. Markus, stand.
Der erste Essener Bischof Franz Hengsbach erneuerte 1978 den mittelalterlichen Brauch der Marienkrönung. Aufgrund der restauratorischen Bedenken mussten die Krönungen 2000 wieder eingestellt werden.

### Heutige Verehrung
Da Maria als Mutter vom guten Rat, verehrt im Bildnis der Goldenen Madonna, bei der Gründung des Ruhrbistums 1959 durch Papst Johannes XXIII. zur Schutzheiligen des Bistums Essen erhoben wurde, symbolisiert die jahrhundertealte Statue nun das Ruhrbistum. Der Essener Bischof Franz Hengsbach entschied daher, die Goldene Madonna nicht in der nur gegen Eintrittsgeld zugänglichen Domschatzkammer aufzubewahren, sondern den Gläubigen frei in der benachbarten Münsterkirche zu zeigen. Am 11. Oktober 1959, dem Fest Mariä Mutterschaft, übertrug er die Goldene Madonna aus der Domschatzkammer in die nördliche Seitenkapelle des Münsters, die seither Mutter-vom-guten-Rat-Kapelle heißt. Dort befindet sich die Goldene Madonna in einer klimatisierten Hochsicherheitsvitrine, vor der während der Öffnungszeiten der Münsterkirche stets Gläubige anzutreffen sind.
Die Goldene Madonna, im Essener Volksmund auch „Essen sein Schatz“ genannt, war das Motiv eines Werbeplakates der Essener Stadtwerbung. Ebenfalls wurde diese Bezeichnung bei einer Sonderausstellung des Bistums Essen in der dortigen Domschatzkammer genutzt.